# Uroteuthis chinensis
Uroteuthis chinensis är en bläckfiskart som först beskrevs av Gray 1849.  Uroteuthis chinensis ingår i släktet Uroteuthis och familjen kalmarer. Inga underarter finns listade i Catalogue of Life.